# Alla himlar öppna sig
Alla himlar öppna sig är en amerikansk film från 1943 i regi av Edmund Goulding. Joan Fontaine som gör en av huvudrollerna som förälskad tonåring nominerades till en Oscar för bästa kvinnliga huvudroll. Då författaren Margaret Kennedy velat att filmen efter sin premiär och ursprungliga visning endast skulle vara tillgänglig för visning vid universitet och museum, har denna film varit i stort sett otillgänglig för den breda publiken sedan dess. 2011 förhandlade TV-kanalen Turner Classic Movies, vars specialitet är gammal film, med rättighetsinnehavarna och fick då visa filmen.

## Rollista
- Charles Boyer - Lewis Dodd
- Joan Fontaine - Tessa Sanger
- Alexis Smith - Florence
- Brenda Marshall - Toni Sanger
- Charles Coburn - Charles Creighton
- Dame May Whitty - Lady Constance Longborough
- Peter Lorre - Fritz Bercovy
- Joyce Reynolds - Paula Sanger
- Jean Muir - Kate Sanger
- Montagu Love - Albert Sanger
- Eduardo Ciannelli - Roberto